# Saulnay
Saulnay là một xã ở tỉnh Indre ở miền trung nước Pháp. Xã này có diện tích 22,2 kilômét vuông, dân số năm 1999 là 179 người. Khu vực này có độ cao trung bình 130 mét trên mực nước biển.

## Geography
Thị trấn này nằm trong công viên tự nhiên vùng Brenne.